# 2025年世界水泳選手権セントクリストファー・ネイビス選手団
2025年世界水泳選手権セントクリストファー・ネイビス選手団は、2025年7月11日から8月3日までシンガポールで開催された第22回世界水泳選手権のセントクリストファー・ネイビス選手団、およびその競技結果。

## 選手団
- 人員: 選手 1人

## 選手名簿・結果
| 選手             | 種目          | 予選   | 予選 | 準決勝   | 準決勝   | 決勝     | 決勝     |
| 選手             | 種目          | 結果   | 順位 | 結果     | 順位     | 結果     | 順位     |
| ---------------- | ------------- | ------ | ---- | -------- | -------- | -------- | -------- |
| スカイラ・コナー | 女子50m自由形 | 30秒47 | 86位 | 予選敗退 | 予選敗退 | 予選敗退 | 予選敗退 |
| スカイラ・コナー | 女子50m平泳ぎ | 42秒19 | 52位 | 予選敗退 | 予選敗退 | 予選敗退 | 予選敗退 |